# Maianiv, Tîvriv
Maianiv (în ucraineană Маянів) este un sat în comuna Voroșîlivka din raionul Tîvriv, regiunea Vinnița, Ucraina.

## Demografie
Componența lingvistică a localității Maianiv
     Ucraineană (98,93%)
     Alte limbi (1,08%)
Conform recensământului din 2001, majoritatea populației localității Maianiv era vorbitoare de ucraineană (98,93%), existând în minoritate și vorbitori de alte limbi.